# آلبرت برودبنت
آلبرت برودبنت (انگلیسی: Albert Broadbent; ۲۰ اوت ۱۹۳۴ – ۲۳ اکتبر ۲۰۰۶) بازیکن فوتبال اهل بریتانیا بود.
از باشگاه‌هایی که در آن بازی کرده‌است می‌توان به باشگاه فوتبال شفیلد ونزدی، باشگاه فوتبال برافورد پارک آونیو، باشگاه فوتبال دونکستر راورز، باشگاه فوتبال روترهام یونایتد، باشگاه فوتبال هارتل پول یونایتد، باشگاه فوتبال لینکولن سیتی، و باشگاه فوتبال نوتس کانتی اشاره کرد.